# Jeferson Timóteo
Jeferson Timóteo de Lima (Cabo de Santo Agostinho, 13 de setembro de 1983), é um político brasileiro. É deputado estadual de Pernambuco pelo PP.

## Biografia
Jeferson Timóteo ocupa pela primeira vez uma cadeira na câmara estadual. Ele foi eleito em 2022 com 51.324 votos.